# 멘치켄
멘치켄(Menziken)은 스위스 아르가우주의 쿨름구에 있는 자치체이다.

## 역사
멘치켄은 원본 문서의 14세기 사본에서 나온 것이지만, 1045년에 Manzinchouen으로 처음 언급되었다. 1295년에는 Menzchon으로 언급되었다. 다만, 현재의 멘지켄 부지가 더 일찍 자리를 잡았다. 로마 시대 유적과 알라만니 무덤이 시정촌에서 모두 발견되었다. 중세 시대에는 렌츠부르크 백작이 소유했다. 1173년에는 키부르크 가문으로 넘어갔고, 키부르크 가문이 소멸된 후 1273년에는 합스부르크 왕가에게 넘어갔다. 합스부르크 왕가는 그들의 가신들이 대법관에 대한 권리를, 라이나흐의 영주는 낮은 사법권에 대한 권리를 보유했다. 1415년 아르가우 정복부터, 1798년 헬베티아 공화국이 수립될 때까지 이 마을은 베른의 지배를 받았다. 당시 멘치켄은 렌츠부르크의 지역(Oberamt)에 속해 있었다. 1803년 중재법을 통해 아르가우주의 생성과 함께 멘치켄은 새로운 주의 자치제가 되었다.
중세 시대에 멘치켄은 페피콘의 가톨릭 교구의 일부였다. 1528년에 개신교 종교 개혁 이 도입된 후, 처음에는 곤텐쉬빌 교구의 일부였으며, 그 다음에는 라이나흐 교구의 일부였다. 그것은 1889-90년에 멘치켄-부르크의 독립적인 본당이 되었고, 자체 교회가 건설되었다. 카톨릭 멘치켄-라이나흐 디아스포라 교구는 1906-07년에 성 안나 교회가 지자체에 세워질 때 만들어졌다.
1729년에 면화 공장이 지자체에 세워졌다. 이 공장에는 19세기까지 주요 수입원을 제공했던 수많은 직조공, 방적공, 염색공이 있었다. 1838년에 사무엘 베버는 마을에 시가 공장을 열었고 이는 시가 산업이 전체 비넨탈 지역을 지배하게 되었다. 시가 회사는 20세기 후반까지 주요 고용주를 대표했다. 21세기 초의 주요 고용주는 쉴러 AG(1888년에 설립된 양조장에서 발전하여 오늘날 청량 음료, 과일 및 사과 주스를 생산함)와 금속 제품을 생산하는 알루 멘치켄이다. 1904년부터 멘치켄은 비넨탈과 주어렌탈반의 종착역이었다.

## 지리

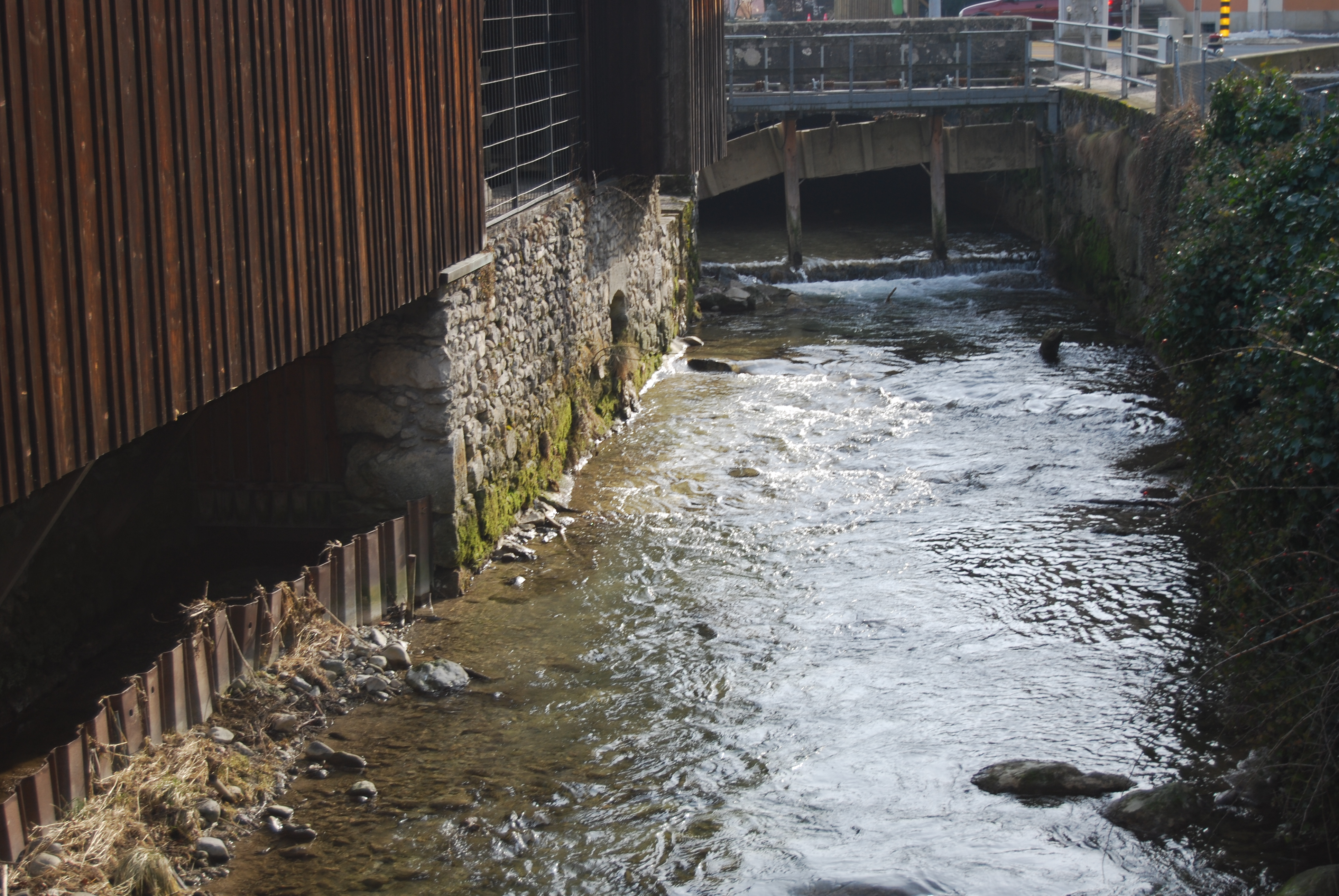
멘치켄의 비나강

멘지켄의 면적은 2009년 기준으로 6.39k㎡이다. 이 지역 중 3.04 k㎡(47.6%)가 농업용으로 사용되는 반면 1.49k㎡(23.3%)는 삼림이다. 나머지 토지 중 1.87k㎡(29.3%)가 정착(건물 또는 도로), 0.01k㎡ (0.2%)가 강 또는 호수이고 0.01 k㎡(0.2%)는 비생산적인 토지이다.
건축면적 중 공업용 건물이 전체 면적의 2.8%, 주택과 건물이 17.1%, 교통 기반시설이 4.4%를 차지했다. 전력 및 수자원 기반시설 및 기타 특별 개발 지역은 면적의 2.7%를 구성하고 공원, 녹지 및 스포츠 필드는 2.3%를 구성한다. 전체 토지 면적의 21.8%는 삼림이 무성하고 1.6%는 과수원이나 작은 나무 군락으로 덮여 있다. 농경지 중 29.9%는 농작물 재배에 사용되며 16.6%는 목초지이며, 1.1%는 과수원이나 덩굴 작물에 사용된다. 시정촌의 모든 물은 강과 시내에 있다.
시정촌은 쿨름 지구에 있다. 멘치켄은 루체른주의 라이나흐 부르크 및 페피콘과 함께 비넨탈 상류 (비나강 계곡)에서 광역권을 형성한다.

## 인구통계
2020년 12월 기준, 멘치켄의 인구는 6,518명이다. 2009년 6월 기준으로 인구의 34.4%가 외국인이다. 1997년부터 2007년까지 지난 10년 동안 인구는 1.8%의 비율로 변화했다. 2000년 기준, 인구 대부분인 81.3%가 독일어를 사용하며, 알바니아어가 2위(5.0%)이고, 세르보-크로아티아어가 3위(4.1%)이다.
2008년 현재 멘치켄의 연령 분포는 다음과 같다. 568명의 어린이(인구의 10.4%)가 0~9세 사이이고 780명의 청소년(14.3%)이 10~19세이다. 성인 인구 중 658명(인구의 12.0%)이 20~29세이다. 710명(13.0%)은 30~39세, 911명(16.7%)은 40~49세, 671명(12.3%)은 50~59세다. 고령자 분포는 560명(인구의 10.3%)이 60세 이상이다. 69세는 70~79세가 356명(6.5%), 80~89세가 220명(4.0%), 90세 이상이 27명(0.5%)이다.
2000년 기준으로 거실당 평균 거주자 수는 0.59명으로, 방당 주 평균인 0.57명과 거의 같다. 이 경우 방은 일반 침실, 식당, 거실, 주방 및 거주 가능한 지하실 및 다락방과 같이 최소 4 m2의 주택 단위 공간으로 정의된다. 전체 가구의 약 43.8%가 소유주, 즉 임대료를 내지 않았다( 모기지 또는 임대차 계약이 있을 수 있음).
2000년 기준 1인 또는 2인 가구는 211호, 3인 또는 4인 가구는 1,099호, 5인 이상 가구는 745호이다. 가구당 평균 인구는 2.50명이었다. 2000년 기준으로 시정촌에는 2,111가구(주택 및 아파트)가 있으며, 가구당 평균 2.5명이다. 2008년에는 총 2,442가구 및 아파트 중 986가구(전체의 40.4%)가 있었다. 공실률 5.8%로 총 142채의 공실이 있었다. 2007년 기준 신규주택 건설률은 인구 1,000명당 4.2세대였다.
2007년 연방 선거에서 가장 인기 있는 정당은 42.1%의 득표율을 기록한 SVP였다. 다음으로 가장 인기 있는 세 정당은 SP (17.7%), FDP (16.8%), CVP (6.1%)였다.
멘치켄에서는 인구의 약 60.5%(25-64세 사이)가 필수가 아닌 고등 교육 또는 추가 고등 교육(대학 또는 응용학문대학)을 완료했다. 학령인구(2008/2009 학년도) 중 초등학교에 다니는 학생이 436명, 중학교에 다니는 학생이 219명, 시정촌에 3차 또는 대학 수준의 학교에 다니는 학생이 95명이다.
역사적 인구는 다음 표에 나와 있다.
| 연도 | 인구  | ±%      |
| ---- | ----- | ------- |
| 1764 | 864   | —       |
| 1850 | 1,921 | +122.3% |
| 1900 | 2,333 | +21.4%  |
| 1950 | 3,377 | +44.7%  |
| 2000 | 5,511 | +63.2%  |

### 종교

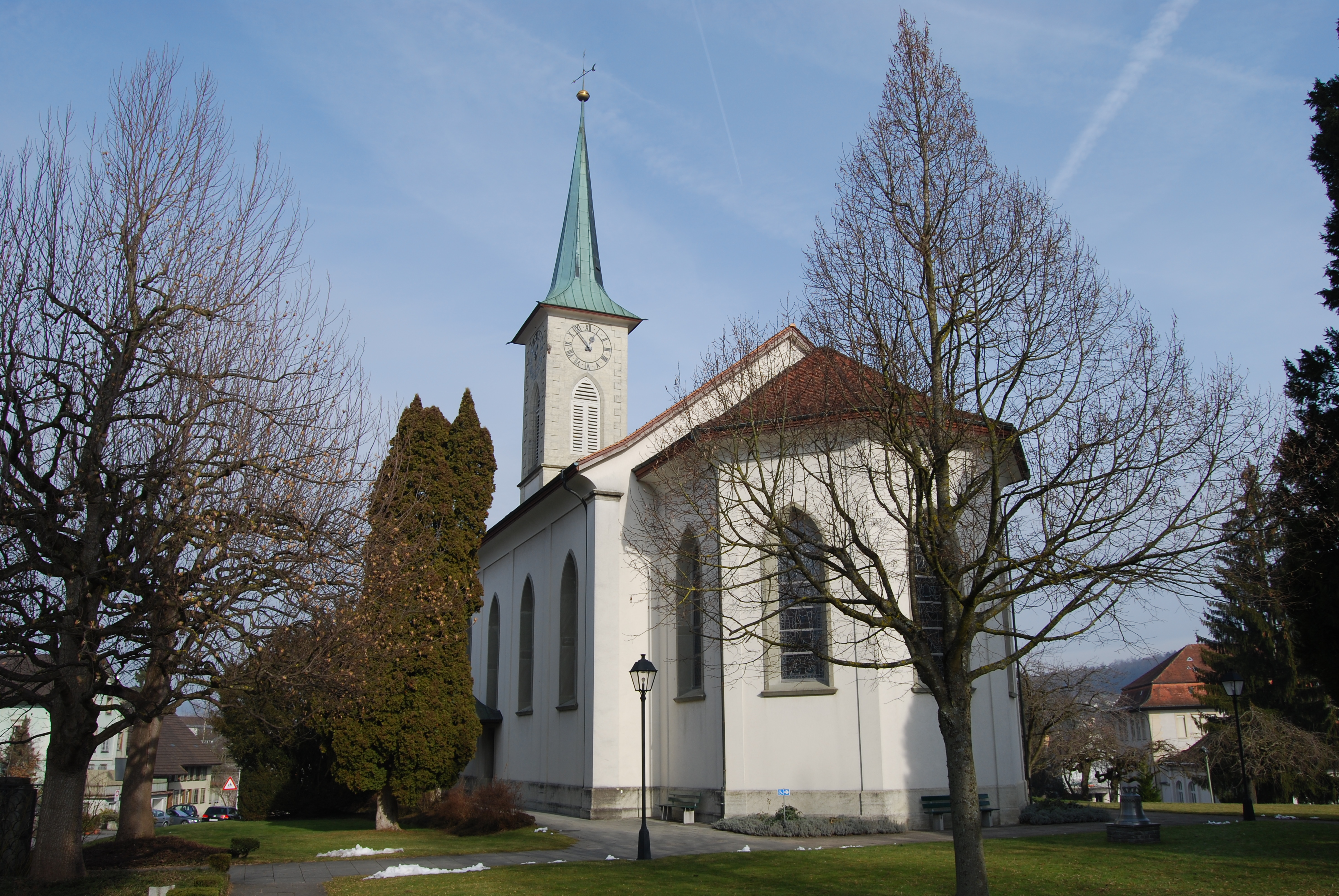
멘치켄의 개신교 교회

2000년 인구 조사에서 로마 가톨릭 신자는 1,673명(30.4%)이고, 스위스 개혁 교회는 2,181명(39.6%) 이었다. 나머지 인구 중 5명의 개인(또는 인구의 약 0.09%)이 크리스찬 가톨릭 교회 신앙과 작은 모라비아 형제회에 속해 있었다.

## 국가중요문화재
호프마트공원 1A번지에 있는 마티스 주택은 국가적으로 중요한 스위스 문화유산으로 등재되어 있다.

## 경제
2007년 현재 멘치켄의 실업률은 2.69%이다. 2005년 기준으로 1차 경제 부문에 28명이 고용되어 있고, 이 부문에 약 11개 기업이 참여하고 있다. 660명이 2차 부문에 고용되어 있고, 이 부문에 50개의 기업이 있다. 1,077명이 3차 부문에 고용되어 있으며, 이 부문에는 139개의 기업이 있다.
2000년에 2,728명의 근로자가 해당 시정촌에 살았다. 이 중 약 66.6%인 1,816명이 멘지켄 외곽에서 일했고, 1,296명이 일을 위해 시정촌으로 통근했다. 지자체에는 총 2,208개의 일자리(주당 최소 6시간)가 있었다. 근로 인구의 7.7%는 출퇴근을 위해 대중교통을 이용했고, 52.1%는 자가용을 이용했다.

## 교통
멘치켄은 아르가우 S-반의 S14 서비스를 제공하는 아르가우 교통에서 운영하는 아라우-멘치켄 철도 노선에 의해 제공된다. 이것은 아라우의 주도로 15분 간격의 서비스를 제공하고, 지자체 내의 멘치켄역에서 정차한다.